# Ruisseau de Lacoste
Le ruisseau de Lacoste est un ruisseau du département du Lot, en France et un affluent du Lot.
Ce petit ruisseau est connu pour ses crues catastrophiques et ses contrastes très marqués par son débit d'eau, il est le plus souvent à sec, mais ses eaux peuvent très vite monter et inonder toute la vallée.

## Géographie
De 10,4 km de longueur, le ruisseau de Lacoste prend sa source dans la commune du Montat et coule dans le département du Lot jusqu'à son arrivée dans le Lot, à Cahors.

## Département et communes traversées
- Lot : Le Montat, Lhospitalet, Labastide-Marnhac, Cahors.

## Affluent
- Ruisseau de Quercy, 4,5 km
- Ruisseau du Bartassec, 7,6 km

## Hydrologie
Ce ruisseau apparemment inoffensif peut s'avérer destructeur lors de crues désastreuses, notamment en 1996 et plus récemment lors d'une succession d'orages en juin 2010.